# Каюмов, Артур Адисович
Артур Адисович Каюмов (род. 14 февраля 1998, Бугульма, Татарстан) — российский хоккеист, нападающий ярославского «Локомотива» и сборной России.

## Карьера
Родился в Бугульме и там же с шестилетнего возраста начал заниматься хоккеем. В двенадцатилетнем возрасте переехал в Ярославль вместе со своим первым тренером Рифом Нурмеевым.
В КХЛ дебютировал в «Локомотиве» в сезоне 2016/2017, а уже в следующем сезоне провёл 20 матчей, в которых отличился заброшенными шайбами и результативными передачами, ставшими первыми в его карьере в КХЛ.
Участвовал в молодёжном чемпионате мира 2018 года. В пяти играх Артур забросил три шайбы и отдал две результативные передачи, но это не помогло молодежной сборной России по хоккею. Артур со сборной вылетели из чемпионата в четвертьфинале.
В январе 2024 года стало известно, что по окончании сезона КХЛ 2023/2024 Артур покинет хоккейный клуб «Локомотив» и подпишет контракт с хоккейным клубом «Чикаго Блэкхокс» из НХЛ, который выбрал его на драфте 2016 года под общим 50-м номером.
В апреле 2024 года Артур подписал трехлетний контракт с хоккейным клубом «Локомотив» на сумму 210 миллионов рублей (по 70 миллионов рублей за сезон).

## Достижения
- Обладатель Кубка Гагарина: 2025
- Серебряный призер Кубка Гагарина: 2024
- Обладатель Кубка Харламова (2018, 2019)

## Статистика
| Легенда | Легенда                    | Легенда | Легенда                   | Легенда | Легенда    |
| ------- | -------------------------- | ------- | ------------------------- | ------- | ---------- |
| И       | Количество проведённых игр | Штр     | Штрафное время            | +/−     | Плюс-минус |
| Г       | Голы                       | П       | Голевые передачи          | О       | Очки       |
| -       | Статистика неизвестна      | —       | Статистика не учитывалась |         |            |

## Награды
- Медаль ордена «За заслуги перед Отечеством» I степени (25 февраля 2022 года) — за высокие спортивные достижения, волю к победе, стойкость и целеустремлённость, проявленные на XXIIV Олимпийских зимних играх 2022 года в городе Пекине (Китайская Народная Республика)[3]

## Личная жизнь
Женат с июня 2025 года. Жена Светлана.